# レズ・百合萌え板
レズ・百合萌え板（レズ・ゆりもえいた）は、匿名掲示板2ちゃんねる外郭掲示板の、PINKちゃんねるに設置されている掲示板のカテゴリーの1つ。正式名称は「レズ・百合萌え＠bbspink掲示板」である。

## 概要
テーマは、実際にレズビアンである人を含む男女が、女性同士の恋愛や、その恋愛に似通ったシチュエーションについて語る場となっている。話題は成人向けの内容が含まれるものが主である。
創設当初の板名は『レズビアン画像板』であり、間も無くマイナーなジャンルである事が考慮され、参加者が男性か女性か、取り扱うのは実写・実体験か創作か、などを問わず、幅広く利用される事を期待され、現在の『レズ・百合萌え板』と変更されている。

## 利用者
実際のレズビアンや、テレビや出版物に登場するような百合萌えについて関係する、個人的・大衆的を問わない様々な話題や、画像や小説などを求める、成人年齢以上の利用者が、ほぼ多数を占める。

## ローカルルール
「この板は、男女共にレズ・百合を語らうための板です。

実際にビアンな方を排除するものではありませんが、レズビアンのための板でもありません。」
その他、概ねPINKちゃんねるの一般的なルールを具体化するための補足である。

## 歴史
- 2004年8月14日 - 創設
- 2008年2月1日 - sakura02→babiruにサーバ移転
- 2011年2月23日 - babiru→peleにサーバ移転
- 2011年11月23日 - 忍法帖vipタイプ導入